# Malk Göhren
Malk Göhren ist eine Gemeinde im Landkreis Ludwigslust-Parchim in Mecklenburg-Vorpommern. Sie wird vom Amt Dömitz-Malliß mit Sitz in der Stadt Dömitz verwaltet.

## Geografie
Die Gemeinde Malk Göhren liegt innerhalb der Griesen Gegend im Südwesten Mecklenburg-Vorpommerns. Durch das Gemeindegebiet fließt der Eldekanal, der Bestandteil der Müritz-Elde-Wasserstraße ist, südwestlich in Richtung Elbe. Durch das Gemeindegebiet führt die Bundesstraße 191 von Ludwigslust nach Dömitz. Malk Göhren besaß einen Haltepunkt an der Bahnlinie zwischen diesen beiden Städten, die jedoch 2001 stillgelegt wurde. Stattdessen verkehren nun Busse.
Umgeben wird Malk Göhren von den Nachbargemeinden Bresegard bei Eldena im Norden, Eldena im Nordosten, Gorlosen im Südosten, Neu Kaliß im Südwesten, Malliß im Westen sowie Karenz im Nordwesten.
Die Gemeinde besteht aus den Ortsteilen Liepe, Malk Göhren und Neu Göhren.

## Geschichte
Erstmals urkundlich erwähnt wurden Malke im Jahr 1158 und Gorne 1308.
Am 1. Juli 1950 wurde die Gemeinde Malk nach Göhren eingemeindet.
Göhren wurde am 3. November 1993 in Malk Göhren umbenannt.

## Politik

### Gemeindevertretung und Bürgermeister
Der Gemeinderat besteht (inkl. Bürgermeister) aus sechs Mitgliedern. Die Wahl zum Gemeinderat am 26. Mai 2019 hatte zum Ergebnis, dass 100 % und damit alle sechs Sitze auf die Wählergruppe Gemeinde Malk-Göhren entfielen. Bürgermeister der Gemeinde war Siegmund Holter, er wurde mit 91,30 % der Stimmen gewählt. Er wurde als Bürgermeister abgelöst durch Danilo Heike.

### Dienstsiegel
Die Gemeinde verfügt über kein amtlich genehmigtes Hoheitszeichen, weder Wappen noch Flagge. Als Dienstsiegel wird das kleine Landessiegel mit dem Wappenbild des Landesteils Mecklenburg geführt. Es zeigt einen hersehenden Stierkopf mit abgerissenem Halsfell und Krone und der Umschrift „GEMEINDE MALK GÖHREN“.

## Sehenswürdigkeiten
Die Baudenkmale der Gemeinde sind in der Liste der Baudenkmale in Malk Göhren aufgeführt.

## Persönlichkeiten
- Hans-Detlef Roock (* 1946), Politiker (CDU) und Mitglied der Hamburgischen Bürgerschaft